# 탁발루
탁발루(拓跋樓)는 삭두부(索頭部) 선비의 수령이다. 탁발관의 아들이다. 북위 도무제에 의해 명황제(明皇帝)로 추존되었다.